# Мезурнишвили, Ираклий
Ираклий Мезурнишвили (груз. ირაკლი მეზურნიშვილი, 2 августа 1985, Тбилиси Грузинская ССР) — грузинский дипломат, государственный и политический деятель. Депутат парламента Грузии VI и VII созывов (с 2016 года).

## Биография
Родился 2 августа 1985 года в Тбилиси, Грузинской ССР.
В 2007 году завершил обучение в Московском государственном институте международных отношений (университет) МИД Российской Федерации. Во время обучения в высшем учебном заведении основал "Независимый грузинский клуб", членство в котором имели многие грузинские студенты.
В 2013 году возвратился в Грузию. В 2015 году создал телевизионный формат и записал интервью с всемирно известными топ-менеджерами в Нью-Йорке, Вашингтоне, Брюсселе и Москве. Окончил творческую работу над документальным фильмом о многолетней дружбе между Грузией и Соединенными Штатами. 

## Научная деятельность
С 2007 года активно занимался научной деятельностью, опубликовал множество научных статей в ведущих финансовых журналах.
С 2010 по 2013 годы осуществлял трудовую деятельность старшим научным сотрудником в одном из крупнейшем исследовательском аналитическом центре в России, работал на кафедре международных финансов. Одновременно читал лекции в Университете Министерства финансов России.
Тема его докторской диссертации "Развитие интеграционных процессов в сфере международной валюты".

## Политическая деятельность
С 2016 по 2020 годы — депутат парламента Грузии 6-го созыва по партийному списку от избирательного блока «Грузинская мечта — Демократическая Грузия».
В 2020 году вновь избрался депутатом парламента Грузии 7-го созыва по партийному списку от избирательного блока «Грузинская мечта — Демократическая Грузия».